# (15498) 1999 EQ4
1999 إي كيو 4 (ويعرف أيضًا باسم (15498) 1999 إي كيو 4 وفق تسمية الكوكب الصغير) (بالإنجليزية: 1999 EQ4)‏ هو كويكب ضمن حزام الكويكبات؛ وترتيبه 15498 من حيث الاكتشاف.
اكتُشف هذا الجُرم الفلكي بواسطة كورادو كورليفيتش في 13 مارس 1999.

## وصلات خارجية
- (15498) 1999 EQ4 في قاعدة بيانات مختبر الدفع النفاث لأجرام النظام الشمسي الصغيرة

- الاكتشاف · مخطط المدار ·  العناصر المدارية · المعلمات المادية

- (15498) 1999 EQ4 على موقع ويكي سكاي: DSS2, SDSS, GALEX, IRAS, Hydrogen α, X-Ray, Astrophoto, Sky Map, Articles and images